# Nurlat
Nurlat (oroszul: Нурлат, tatár nyelven Норлат) város Oroszországban, Tatárföldön, a Nurlati járás székhelye.

## Lakossága
- 1959-ben 12 726 lakosa volt.
- 1970-ben 17 533 lakosa volt.
- 1979-ben 18 552 lakosa volt.
- 1989-ben 23 507 lakosa volt, melynek 40,7%-a tatár, 37,5%-a orosz, 19,9%-a csuvas.
- 2002-ben 32 527 lakosa volt, melynek 58,8%-a tatár, 20,7%-a orosz, 19%-a csuvas.
- 2010-ben 32 601 lakosa volt.